# Fugue symphonique
Fugue symphonique est un poème symphonique de Charles Koechlin composé en 1932.

## Présentation
La Fugue symphonique, sous-titrée « saint Georges », est composée en juin-juillet 1932 et orchestrée en août-septembre 1932.
L'œuvre, une fugue pour orchestre en hommage à Jean-Sébastien Bach, consiste en un poème symphonique construit « sur deux thèmes antagonistes illustrant le combat de saint Georges contre le Dragon ».
Dans la partition, le musicologue François-René Tranchefort relève que le second thème est « une transformation « grotesque » du premier [thème] par diminution et renversement des intervalles. L'apothéose du thème initial, en valeurs élargies, marque le triomphe du héros et du Bien ».
La Fugue symphonique est créée le 29 novembre 1932 à Paris, salle Pleyel, lors d'un festival Koechlin, par l'Orchestre symphonique de Paris sous la direction de Roger Désormière,.
À l'issue de la première audition publique, Marcel Belvianes note dans Le Ménestrel que l'œuvre « nous fait assister à la lutte de deux sujets musicaux, lutte acharnée, qui grandit jusqu'au triomphe définitif du principe le plus clair, symbole de la lumière et de la beauté ».
La pièce porte le numéro d'opus 121 dans le catalogue des œuvres de Charles Koechlin.